# Рапс
Рапс, или ко́льза (лат. Brássica nápus) — вид травянистых растений рода Капуста семейства Капустные или Крестоцветные (Brassicaceae). Важная масличная культура; экономическое значение рапса к концу XX века существенно выросло в связи с тем, что он начал использоваться для получения биодизеля. По современной классификации к ботаническому виду «рапс» относится также брюква — форма растения с крупным корнеплодом, пищевая и кормовая культура, которая ранее выделялась в самостоятельный вид, либо считалась разновидностью различных родственных видов — Brassica campestris var. napobrassica (Капуста полевая разн. брюква), Brassica napus var. napobrassica (Рапс разн. брюква), Brassica oleracea var. napobrassica (Капуста огородная разн. брюква).
Канадские масличные сорта рапса с пониженным содержанием эруковой кислоты и глюкозинолатов именуются «канола». Растительное масло из этих сортов обладает повышенными потребительскими свойствами (в частности, отсутствуют неприятный привкус и зеленоватый оттенок).

## Систематика и происхождение
Особый интерес для генетиков представляет происхождение рапса. В диком виде это растение не встречается. В культуре был известен за 4 тысячи лет до н. э. Полагают, что рапс произошёл от скрещивания озимой или яровой сурепицы (Brassica campestris) с капустой огородной (Brassica oleracea).
Относительно места происхождения рапса до сих пор нет единого мнения. Большинство ботаников относят род Brassica и, в частности, рапс, к средиземноморскому центру происхождения культурных растений. Дикорастущий рапс неизвестен, но во многих странах Европы, Азии, Америки и Северной Африки рапс встречается в одичалом состоянии как сорняк.
По мнению Е. Н. Синской, рапс происходит из Европы. Его родина — Англия и Голландия, откуда он в XVI веке распространился в Германию, затем в Польшу и Западную Украину. В России как масличную культуру его начали возделывать с начала XIX века.
Во многих странах под названием «рапс» объединяют несколько видов этого семейства: собственно рапс, сурепицу, горчицу сарептскую, сизию и т. д.
Рапс — естественный амфидиплоид, в происхождении которого участвовала сурепица (2n = 20, геном АА) и капуста (2n = 18, геном CC).

### Таксономия[3]
Brassica napus  L., 1753, Sp. Pl. : 666
Вид Рапс относится к роду Капуста (Brassica) семейства Капустные (Brassicaceae) порядка Капустоцветные (Brassicales). Кладограмма в соответствии с Системой APG IV по состоянию на июнь 2023 года:
|  |                                      |  |                                   |                                   |                     |  | ещё 16 семейств | ещё 16 семейств |              |  |  |  | еще 45 подтвержденных видов и 28 таксонов, ожидающих подтверждения |
|  |                                      |  |                                   |                                   |                     |  | ещё 16 семейств | ещё 16 семейств |              |  |  |  | еще 45 подтвержденных видов и 28 таксонов, ожидающих подтверждения |
|  |                                      |  |                                   | порядок Капустоцветные            |                     |  |                 |                 | род Капуста  |  |  |  |                                                                    |
|  |                                      |  |                                   | порядок Капустоцветные            |                     |  |                 |                 | род Капуста  |  |  |  |                                                                    |
|  | отдел Цветковые, или Покрытосеменные |  |                                   |                                   | семейство Капустные |  |                 |                 | Рапс         |  |  |  |                                                                    |
|  | отдел Цветковые, или Покрытосеменные |  |                                   |                                   | семейство Капустные |  |                 |                 |              |  |  |  |                                                                    |
|  |                                      |  | ещё 63 порядка цветковых растений | ещё 63 порядка цветковых растений |                     |  |                 | ещё 354 рода    | ещё 354 рода |  |  |  |                                                                    |
|  |                                      |  |                                   | ещё 63 порядка цветковых растений |                     |  |                 |                 | ещё 354 рода |  |  |  |                                                                    |

### Синонимы

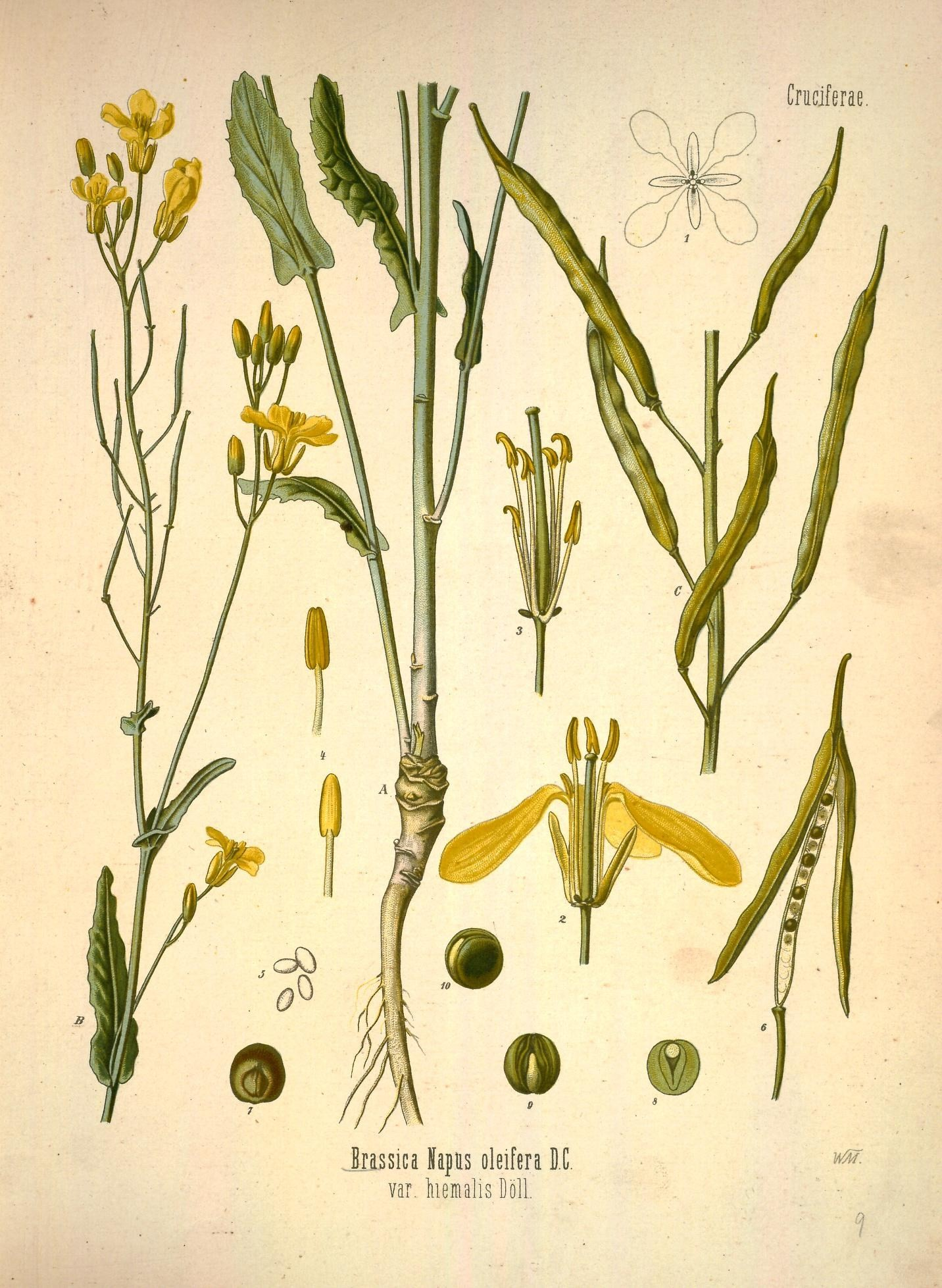

## Морфобиологические особенности

### Морфобиологические признаки
Корень стержневой, веретеновидный, утолщённый в верхней части, разветвлённый. Основная часть разветвлённых корней сосредоточена на глубине 20—45 см, но к периоду созревания семян может распространяться и в горизонтальном направлении. Толщина корня до 3 см, он проникает в почву до 3 м у рапса озимого и до 2 м у ярового.
Стебель прямостоячий, округлый, разветвлённый с 12—25 ветвями первого и последующего порядков. Высота стебля 60—190 см, толщина 0,8—3,5 см. Окраска стебля зелёная, тёмно-зелёная, сизо-зелёная, он покрыт восковым налётом.
Листья очерёдные, черешковые, в нижней части стебля лировидно-перистонадрезанные с овальной или округлой тупой верхней долей, иногда слабоволнистой, образуют компактную прикорневую розетку; средние листья — удлинённо-копьевидные; верхние — удлинённо-ланцетные, сидячие, цельнокрайные с расширенным основанием, на 1⁄3—2⁄3. Поэтому рапс легко отличить от других представителей рода Капуста. Листья сине-зелёные или фиолетовые, неопушённые или слегка волосистые с восковым налётом. Различаются сильнооблиственные и слабооблиственные формы.
Цветки собраны в кистевидные (щитковидные) рыхлые соцветия. Цветок с четырьмя жёлтыми лепестками и эллиптически-яйцевидными чашелистиками, цветоножкой, шестью тычинками (из которых две наружные короче внутренних) и одним пестиком с головчатым рыльцем. У основания коротких тычинок расположены два нектарника. Завязь верхняя, двугнёздная, с 20—40 семяпочками.
Плод — узкий прямой или слегка согнутый стручок, расположенный под прямым или тупым углом по отношению к стеблю, длиной 6—12 см, шириной 0,4—0,6 см. Створки стручка гладкие или слабобугорчатые. По длине стручка проходит плёнчатая перегородка, заканчивающаяся в бессемянном носике. В стручке 25—30 семян округло-шаровидной формы, слегка ячеистых, серовато-чёрной, чёрно-сизой или тёмно-коричневой окраски. Семена очень мелкие, диаметр семени 0,9—2,2 мм, масса 1000 семян 2,5—5 г у рапса ярового и 4—7 г у озимого. Семена сохраняют всхожесть 5—6 лет.

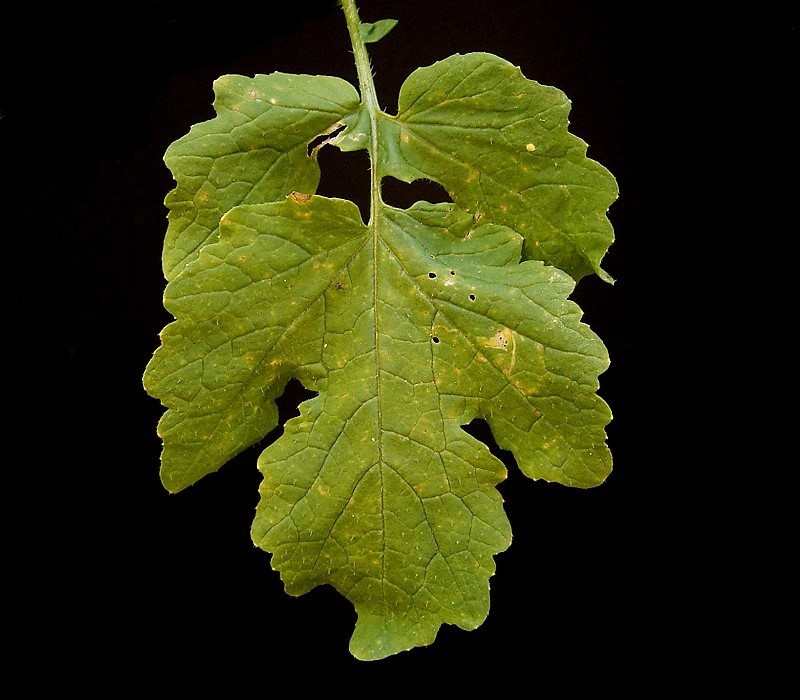
Лист
Соцветие
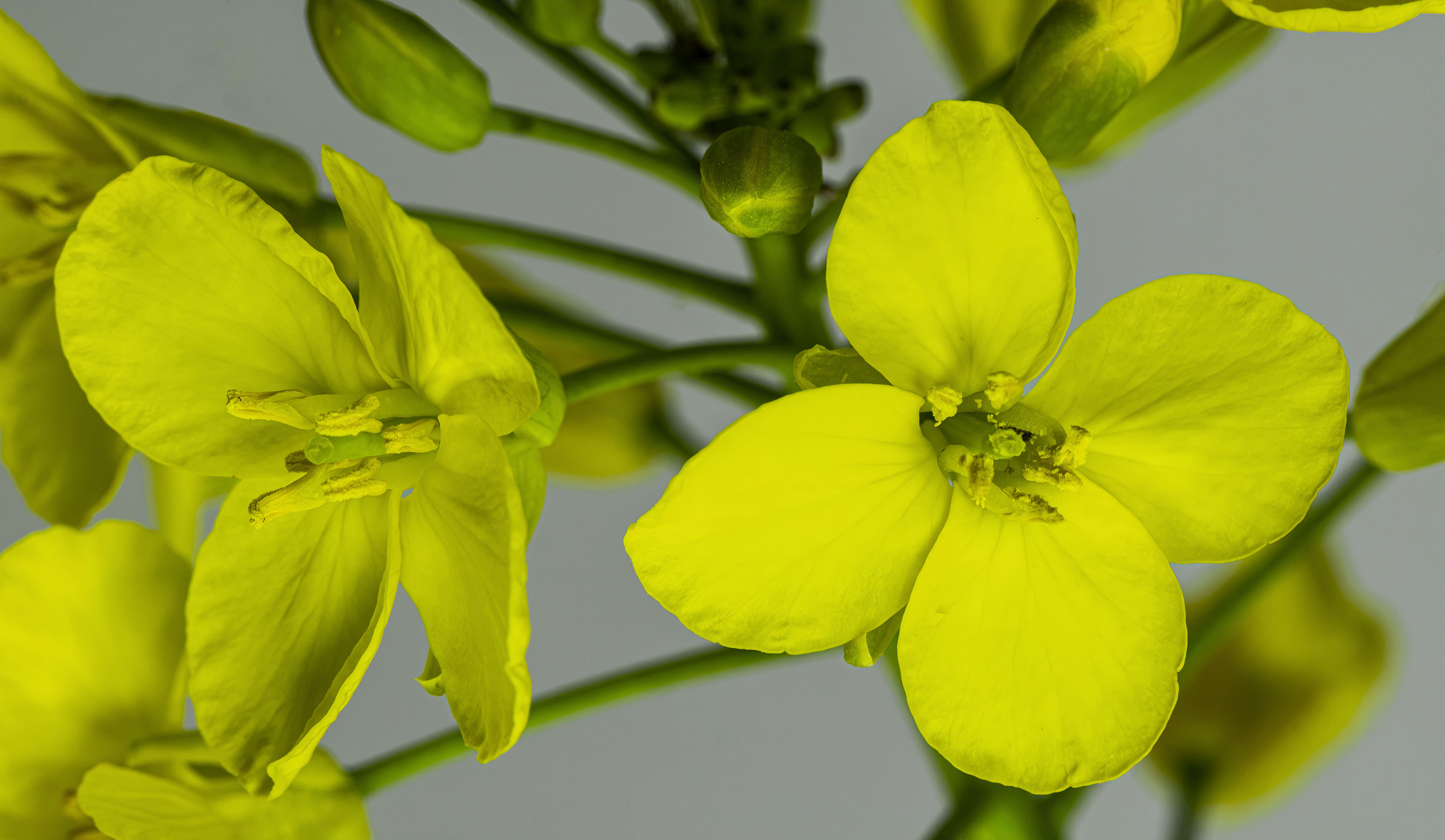
Цветы
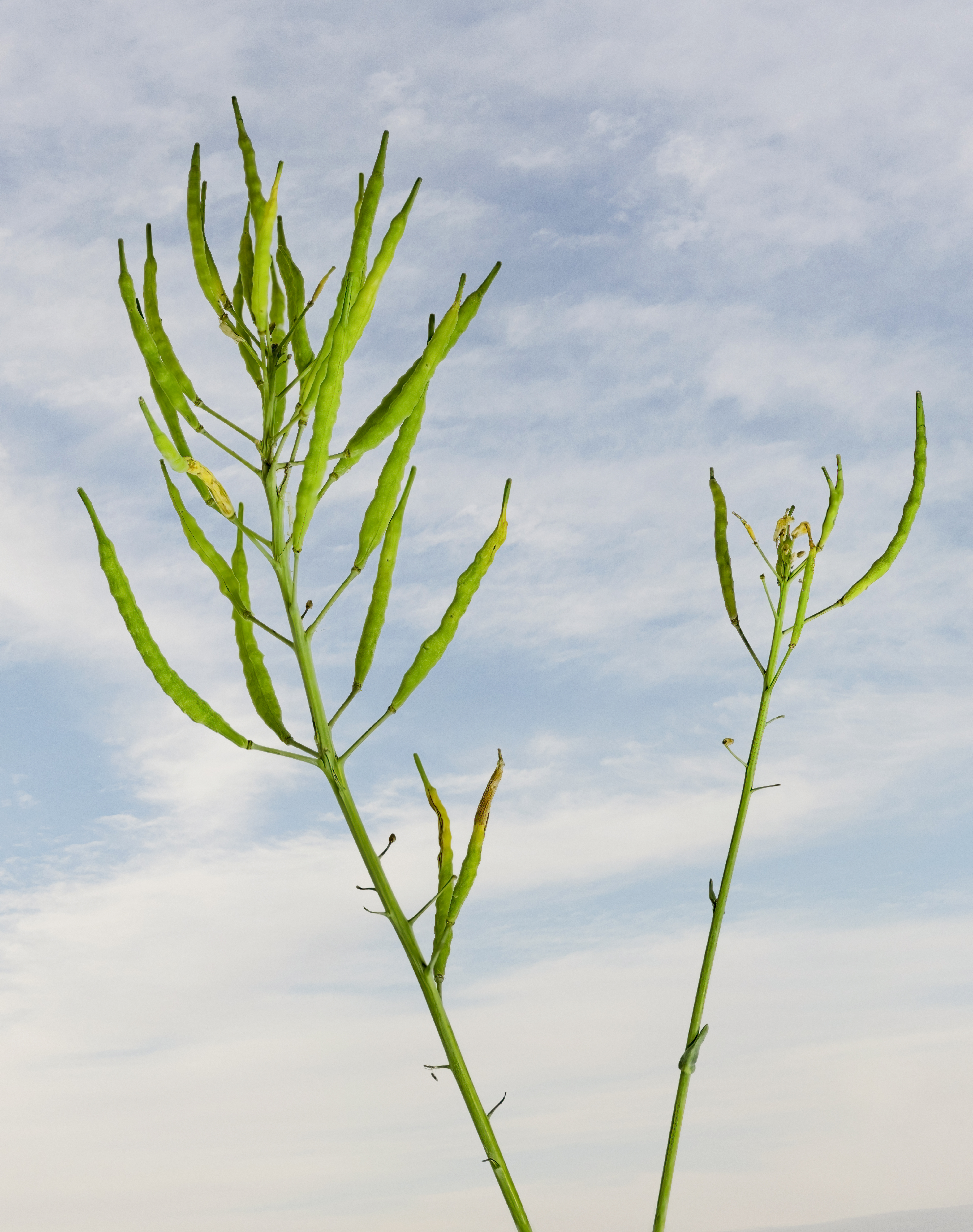
Плоды

### Биологические особенности
Рапс — однолетнее растение длинного дня, холодостойкое, требовательное к влаге и плодородию почвы, хорошо произрастает в умеренной зоне. При укорочении светового дня вегетативная масса увеличивается, а семенная продуктивность снижается. У рапса различают озимые и яровые формы. Размножается рапс семенами. Семена рапса ярового прорастают при температуре 1—3 °C, (озимого — 0,1 °C), всходы переносят заморозки до −5 °C (взрослое растение до −8 °C), оптимальная температура для прорастания 14—17 °C. Рост и развитие растений до фазы стеблевания происходят медленно. В это время образуется мощная корневая система и розеточные листья. Диаметр розетки у рапса озимого должен быть 30—60 см: недостаточно развитые растения погибают зимой.
Рапс озимый сильно повреждается ледяной коркой, страдает от выпирания, вымокания, бактериоза корней. Весной через 2 недели после отрастания начинаются фазы стеблевания и бутонизации. Период бутонизации — цветения продолжается 20—25 дней, цветение — 25—30 дней. От конца цветения до созревания семян проходит 25—35 дней. Вегетационный период у рапса озимого составляет 290—320 дней, у ярового — 80—120 дней.
Сорта рапса озимого делят на позднеспелые — более 310 дней, среднеспелые — 280—310, раннеспелые — до 280 дней; ярового: позднеспелые — более 110 дней, среднеспелые — 90—110, раннеспелые — менее 80 дней.
Всходы появляются на четвёртый — шестой день после посева, цветение начинается на сороковой — пятидесятый день после появления всходов. Сумма активных температур, необходимая для формирования урожая семян, 1800—2100 °C, зелёной массы — 780—800 °C. За период вегетации рапс потребляет в 1,5—2 раза больше воды, чем зерновые культуры. Поэтому в засушливые годы его урожайность сильно снижается, хорошие урожаи рапс даёт на умеренно засолённых почвах с кислотностью, близкой к оптимальной (pH 6,5—6,8). Рапс не переносит сырые почвы с близким залеганием грунтовых вод, заболоченные и тяжёлые глинистые участки. Он предъявляет высокие требования к плодородию почвы, поэтому отзывчив на внесение минеральных удобрений.
Наиболее опасные вредители рапса — крестоцветные блошки, рапсовый пилильщик, рапсовый цветоед, капустная тля. К наиболее распространённым болезням рапса относятся альтернариоз, мучнистая роса, ложная мучнистая роса, чёрная ножка, корневые гнили.

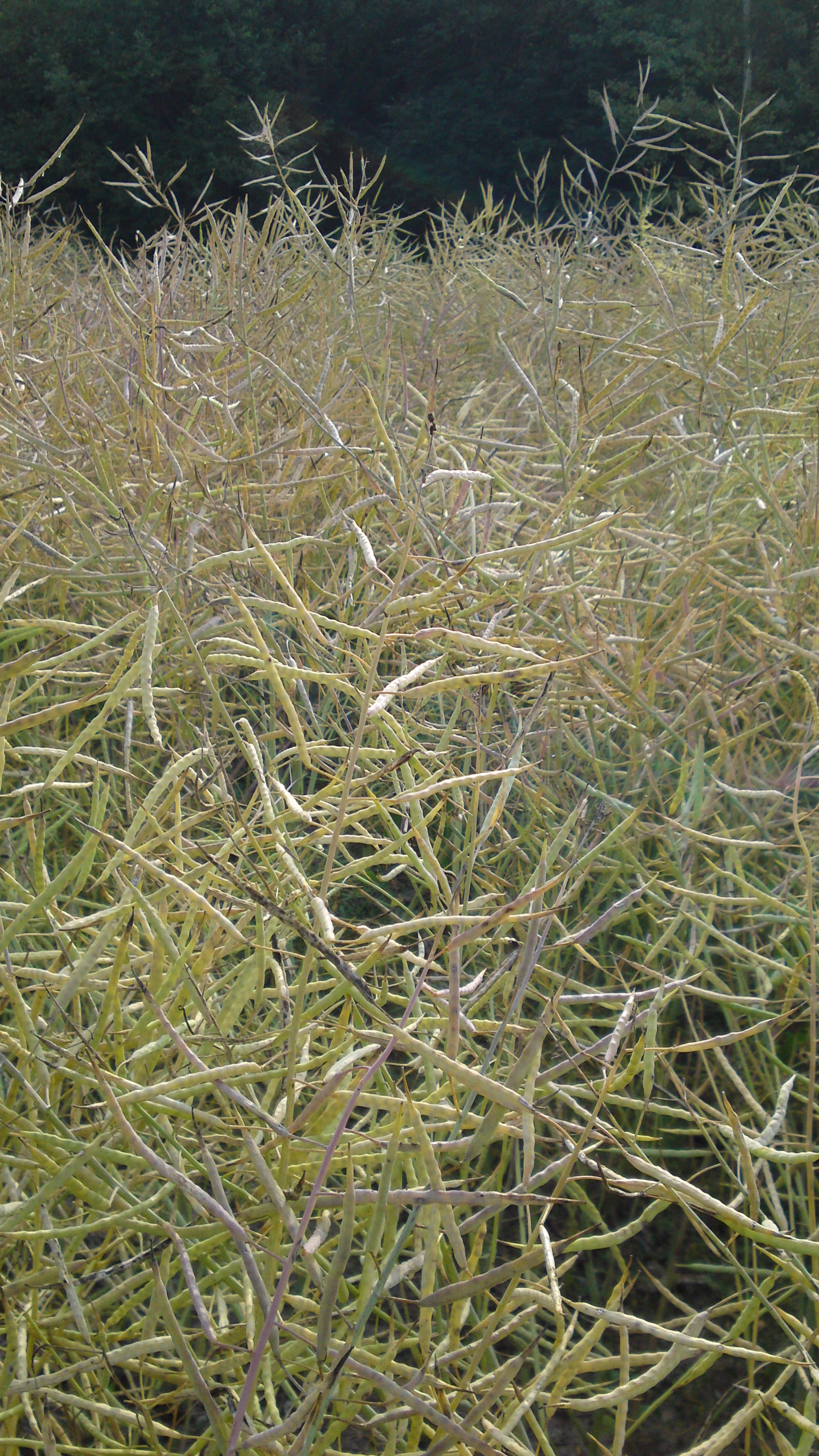
Плодоносящие растения. Белоруссия

### Биология цветения и оплодотворения
По способу опыления рапс — факультативный самоопылитель. Перекрёстное опыление в разных условиях выращивания достигает 30 %. Пыльца переносится в основном насекомыми. Апомиксис встречается у всех сортов и нередко. Часто в цветке раньше созревает яйцеклетка. Пыльца в это время находится в фазе гаметогенеза. У рапса зрелая пыльца двухъядерная, состоит из вегетативного и генеративного ядер. При прорастании пыльцевого зерна происходит деление генеративного ядра и образование двух спермиев. Пыльцевая трубка достигает зародышевого мешка за 20—30 минут, слияние гамет продолжается 2—3 часа.
Цветение начинается рано утром с нижней части соцветия и продолжается весь день, особенно при влажной погоде. Яйцеклетка сохраняет способность к оплодотворению в течение четырёх — семи суток с момента раскрытия цветка. У пыльцы жизнеспособность высокая, в стерильных условиях и при пониженной температуре она сохраняется в течение одного года. При стрессовых условиях (засуха, повышенная температура, заморозки) жизнеспособность её падает, что ведёт к появлению апомиктов.
При раскрытии цветка первым появляется рыльце пестика, затем чашелистики; лепестки удлиняются, и пестик снова оказывается внутри цветка — ниже или на уровне пыльников. У многих сортов рапса встречается селективное оплодотворение, обусловленное разной скоростью роста пыльцевых трубок. При переопылении необходимо обращать внимание на одновременность цветения сортов, поскольку различия по этому признаку могут быть существенными.

## Жирокислотный состав
В масле семян рапса содержатся следующие жирные кислоты: пальмитиновая (C16 : 0), здесь и далее C16 — число углеродных атомов в скелете молекулы, второе число — количество двойных связей углерод-углерод в молекуле, стеариновая (C18 : 0), олеиновая (C18 : 1), линолевая (C18 : 2), линоленовая (C18 : 3), эйкозановая (C20 : 1), эруковая (C22 : 1).

## Генетика
В результате пахитенного анализа было установлено, что у рода Brassica шесть типов хромосом (n=6). Их обозначили буквами A, B, C, D, E, F. Эти типы хромосом встречаются у большинства видов рода, повторяясь в разном числе. Хромосомный состав исходных форм рода выглядит следующим образом:
Brassica nigra (n = 8) — ABCDDEEF;
Brassica oleracea (n = 9) — ABBCCDEEF;
Brassica campestris (n = 10) — AABCDDEFFF.
Рапс произошёл в результате скрещивания сурепицы (n = 10, геном AA) с капустой (n = 9, геном CC) и последующего удвоения числа хромосом. В его кариотипе 38 хромосом (n = 19, геном AACC), которые имеют следующее сочетание в половых клетках: AAABBBCCCDDDEEEFFFF.
Большинство признаков рапса в первом поколении наследуется промежуточно, в F2 возможны трансгрессии и аддитивные эффекты. Это относится к таким признакам, как высота стебля, число и размер листьев, число ветвей первого порядка, число стручков на растении и ветвях первого порядка, размер розетки, продолжительность вегетационного периода, зимостойкость, засухоустойчивость, содержание белка в зелёной массе и др. Между накоплением масла и белка в семенах существует обратная корреляция. Антоциановая окраска черешков листьев и стебля и наличие воскового налёта, как правило, доминируют. Наследование растрескиваемости стручков и осыпаемости семян, зависящее от ряда факторов, изучено недостаточно.

### Наследование содержания эруковой кислоты
Одна из основных целей при создании сортов пищевого направления — увеличение содержания масла в семенах и повышение его качества, которое прежде всего определяется отсутствием в составе жирных кислот эруковой кислоты, которая не полностью разлагается в организме, что может быть причиной отложения жиров в мышцах и поражения миокарда.
Есть данные, что содержание эруковой кислоты контролируется двумя генами, действующими аддитивно. В недавно проведенных исследованиях установлено, что содержание эруковой кислоты контролируется 5 аллелями с аддитивным действием: е, Ef, Eb, Еe, Ed.
Обнаружена зависимость содержания эруковой кислоты от её количества в материнском растении. При анализе реципрокных комбинаций более высокое её содержание оказывается в скрещиваниях, где материнское растение высокоэруковое. Во втором поколении наибольшее число безэруковых и низкоэруковых растений выщепляется в комбинациях, в которых материнским растением служил безэруковый сорт. Безэруковые сорта менее продуктивны.

### Наследование гликозинолатов
Шрот и жмых, получаемые путём экстрагирования или прессования масла из семян рапса, содержат до 42 % белка, отвечающего нормам ФАО по аминокислотному составу. Однако его ценность ограничивается наличием серосодержащих соединений— гликозинолатов, которые представляют собой гликозиды масла и являются производными аминокислот, под воздействием фермента мирозиназы они расщепляются в организме животных на ядовитые продукты. На их накопление влияют условия выращивания и место прикрепления стручка к стеблю. Впервые гликозинолаты были обнаружены у польского сорта Броновски. Установлено, что особое влияние на характер наследования гликозинолатов оказывает цитоплазма. Уровень гликозинолатов возрастает с увеличением массы 1000 семян. Содержание гликозинолатов и эруковой кислоты наследуется независимо друг от друга.

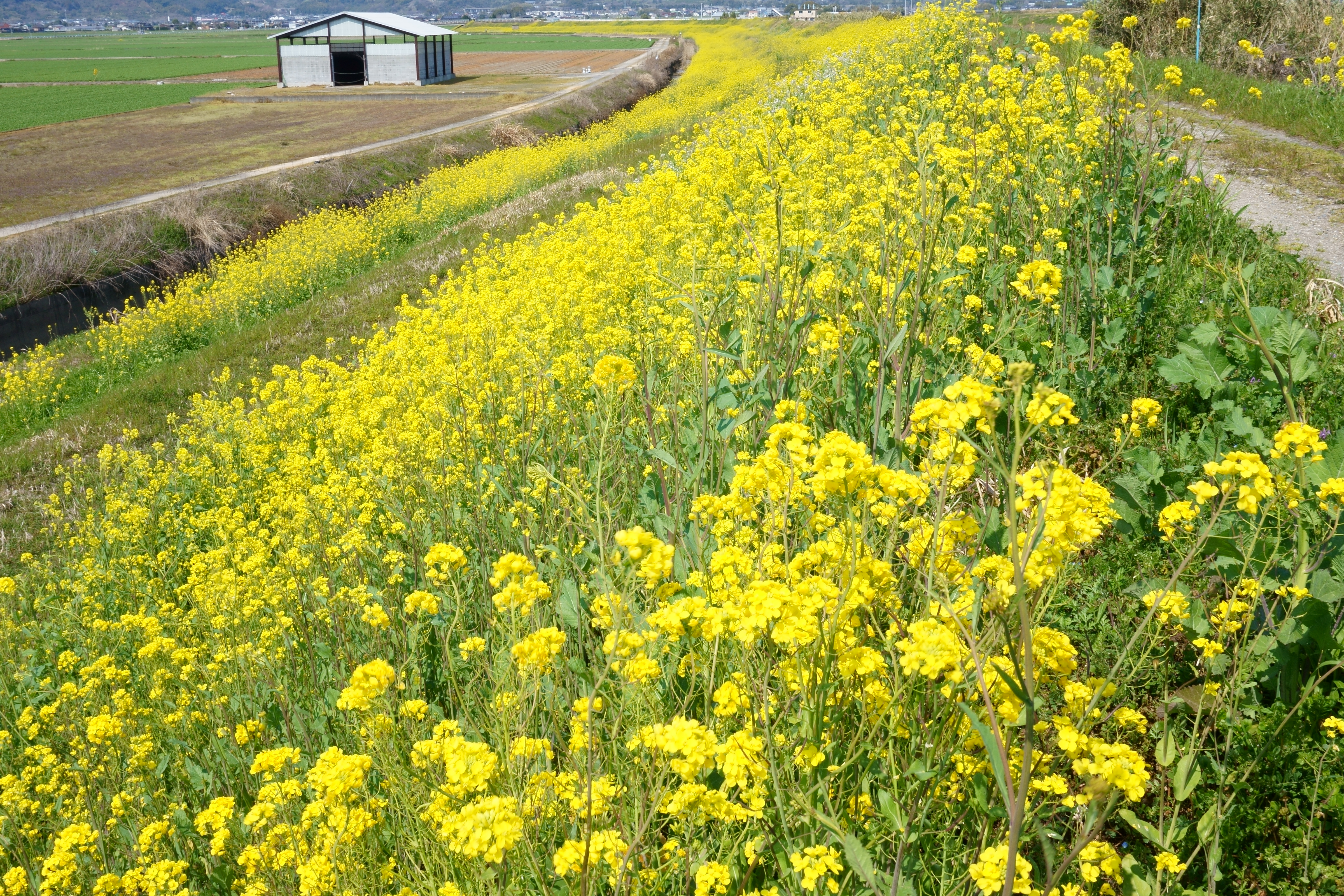
Посевы рапса на склоне

### Наследование устойчивости к поражению болезнями
У рапса наследование этого признака изучено слабо. В большинстве случаев доминирует устойчивость.

## Задачи и направления селекции
В настоящее время основные направления в селекции рапса пищевое, техническое и кормовое.
Ряд признаков, по которым проводят отбор, общие для всех направлений селекции. Это высокая урожайность высокомасличных и высокобелковых семян, скороспелость, устойчивость к растрескиванию стручков, осыпанию и полеганию, к стрессам, поражению болезнями и вредителями. Сорта должны обладать стабильной урожайностью по годам, а рапс озимый — высокой морозостойкостью.

### Селекция рапса пищевого направления
При создании сортов пищевого направления к основным задачам следует отнести увеличение содержания масла в семенах и повышение его качества.
Важное значение в селекции рапса этого направления имеет окраска семян. Предпочтительны желтосемянные сорта, поскольку они отличаются повышенным содержанием масла и белка и низким — клетчатки.
Следующая перспективная, но труднореализуемая задача селекции — создание сортов типа 000, то есть безэруковых, низкогликозинолатных и желтосемянных. У желтых семян более тонкая оболочка, чем у темноокрашенных, у них проще определить степень созревания, кроме того, шрот из них обладает более высоким качеством.
В последние годы селекция развивается в направлении создания сортов с оптимальным содержанием масла. Основная задача при создании сортов пищевого направления — отсутствие в масле эруковой кислоты, нежелательно и высокое содержание линоленовой, придающий ему прогорклый вкус. Для сортов пищевого направления желательно высокое содержание олеиновой (до 70 %) и линоленовой — заменить на линолевую (до 25 %) кислот. Для рапсового масла, используемого в производстве маргарина, для обеспечения твёрдости жиров необходимо повышенное содержание пальмитиновой и стеариновой кислот, а также жидких жиров олеиновой кислоты. Селекция на оптимальный состав жирных кислот затруднена тем, что их синтез обеспечивает сложная полигенная система с множественными аллелями в локусах. Скармливаемые животным отходы маслобойной промышленности должны не только обладать повышенным содержанием белка, но и не содержать гликозинолатов.

### Селекция рапса технического направления
На ранних этапах селекции рапса (60-е годы XX в.) основное внимание уделяли создание сортов технического направления. Для технического использования необходимы сорта, содержащие в своём составе те или иные жирные кислоты. Например, технические масла (гидравлическое и смазочное) и биотопливо должны обладать высоким содержанием эруковой кислоты, а предназначенные для производства синтетических моющих средств и парфюмерной продукции — лауриновой.

### Селекция рапса кормового направления
Для кормового направления необходимы сорта с высоким качеством как семян, так и зелёной массы, повышенным содержанием белка, сбалансированного по аминокислотному составу, и низким уровнем гликозинолатов.
Кроме того, селекцию рапса ведут с учётом решения следующих важных задач.

### Селекция на урожайность (семенную продуктивность)
Это направление предусматривает создание форм и сортов с широкой экологической приспособляемостью, увеличение потенциальной продуктивности за счёт улучшения структуры и функционирования фотосинтетического аппарата и распределения ассимилятов.
При селекции на зелёный корм обращают внимание на высокий урожай зелёной массы, облиственность, интенсивность роста (особенно в начальный период) и отрастание после скашивания, отзывчивость на удобрения, устойчивость к полеганию, болезням и вредителям, содержание каротина, белка, минеральных веществ и сухого вещества в зелёной массе, отсутствие гликозинолатов.

### Селекция на зимостойкость для рапса озимого
Понятие «зимостойкость» очень широкое, оно включает в себя способность растений противостоять комплексу различных неблагоприятных воздействии внешней среды на протяжении осенне-зимнего и ранневесеннего периодов (действие низких отрицательных температур, зимние оттепели и весеннее оттаивание с резким переходом к морозам, вымокание и выпревание, весенняя физиологическая засуха в неоттаявшей или холодной почве). Оценку и отбор на зимостойкость проводят по таким признакам, как высота точки роста, форма и мощность осенней розетки, темпы осеннего и весеннего роста, продуктивность сухого вещества растений перед уходом в зиму. Отбор растений рапса озимого, рано прекращающих осенний прирост, способствует выделению более зимостойких генотипов.

### Создание сортов с укороченным вегетационным периодом
Селекция на скороспелость может быть успешно решена, если она основана на привлечении исходного материала мирового и отечественного ассортимента, предварительно изученного на селектируемый признак в тех условиях, для которых создаётся сорт. Более скороспелые сорта имеют ряд преимуществ перед обычными, к которым можно отнести уход от заморозков, засухи, поражения болезнями и насекомыми.
У рапса ярового к позднеспелым относят сорта с продолжительностью вегетационного периода более 110 дней, среднеспелым −90…110 дней, раннеспелым — менее 80 дней.
Важная задача в селекции как озимого, так и ярового рапса — создание сортов, устойчивых прежде всего к таким болезням как мучнистая роса, серая гниль, альтернариоз и т. д. Гармоничное комбинирование всех этих показателей позволяет создать хороший сорт, при этом основную роль играют качественные показатели.

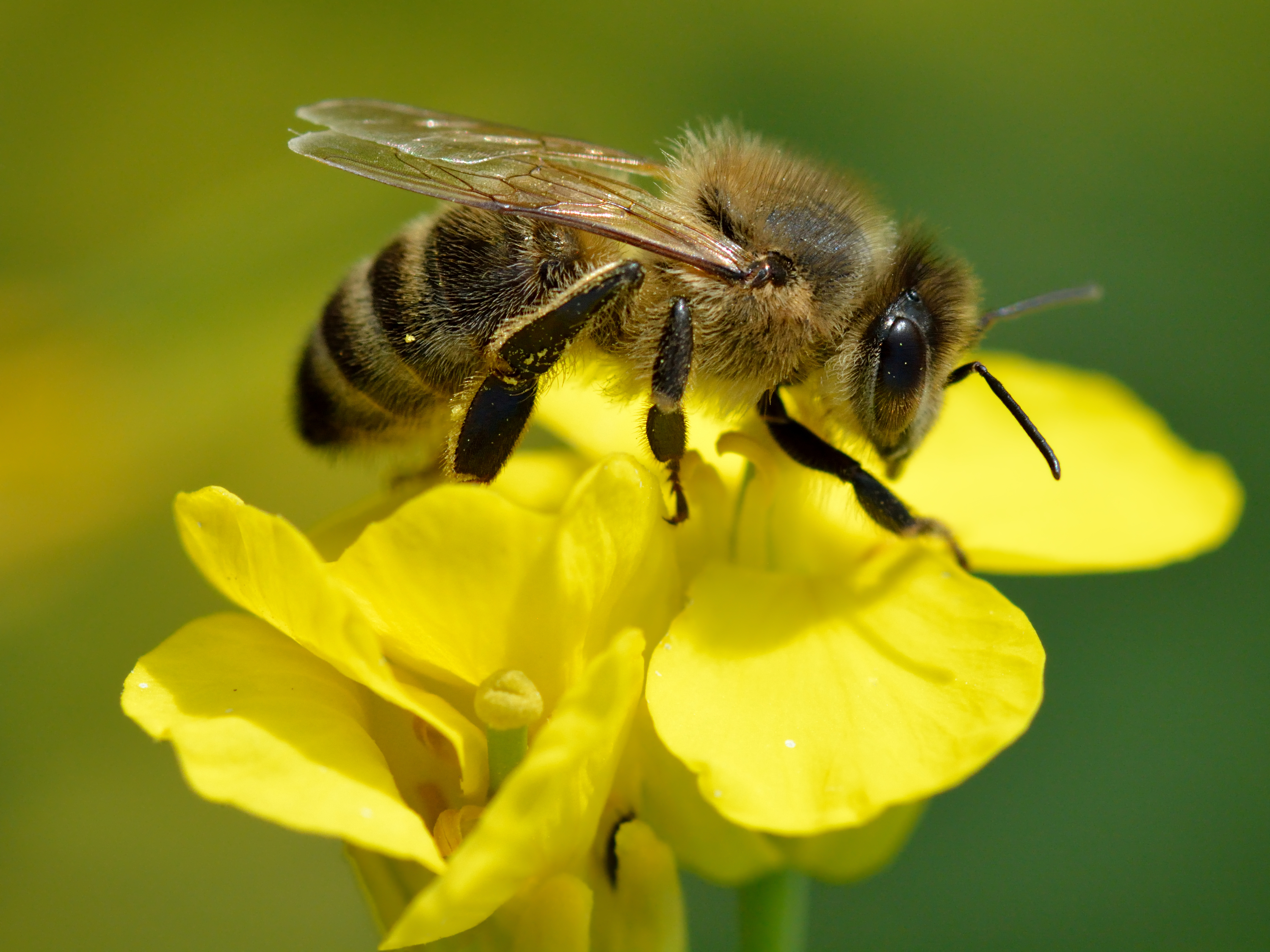

## Исходный материал
Важнейший источник исходного материала для селекции рапса — коллекция ВИР, в которой собрано более 500 образцов рапса и 220 образцов сурепицы.
Большую роль в селекции рапса играет использование других культур семейства крестоцветных: капусты, сурепицы, брюквы, турнепса, горчицы сарептской, редьки масличной, редечно-капустных гибридов. Капуста служит источником таких признаков, как устойчивость к ложной мучнистой росе, пониженное содержание эруковой кислоты. Гибридизация рапса с редькой масличной, иммунной ко многим грибным болезням, позволяет получать устойчивые к ним формы. Редечно-капустные гибриды, особенно созданные с привлечением редьки масличной, не поражаются килой и ложной мучнистой росой.
Ценным исходным материалом, используемым в селекции рапса, являются мутанты, гаплоиды, анеуплоиды и искусственные полиплоиды.

## Методы селекции
Отбор из местных и зарубежных образцов и популяций. Как метод широко применялся в нашей[какой?] стране на начальных этапах работы с рапсом. Наиболее простои и доступный вид отбора — массовый отбор растений до цветения по фенотипу и затем совместный посев семян отобранных растений. Метод дает возможность работать с большими популяциями при небольших затратах труда, однако он не позволяет контролировать селектируемые гены.
Пример использования этого метода создание отечественного сорта Золотонивский. Для решения специфических задач, например изменения состава жирных кислот в масле рапса, используется метод рекуррентного отбора, который позволяет постепенно повышать частоту генов, контролирующих селективные признаки. Отбор сочетают с другими методами селекции. Так, сорта Оредеж 2, Радикал были получены методом индивидуально-семейного отбора, сорт СибНИИК 198 тем же методом в сочетании с инбридингом.
Внутривидовая гибридизация. Этот метод преобладает в селекции рапса, так как сорта и формы его легко скрещиваются друг с другом. Применяют простую гибридизацию, беккроссирование, переопыление трёх сортов и более, а также ступенчатые скрещивания. Используют также метод однократного насыщения гибридов F1 сортами интенсивного типа. Например, канадский сорт Profit был получен методом педигри по сложной схеме ступенчатых скрещиваний, сорт АНИИЗиС-1 —внутривидовой гибридизацией сортов Line и Наппа с последующим отбором на продуктивность и качество семян.

### Отдаленная гибридизация
Этот метод используют в том случае, когда исчерпан резерв изменчивости и нет источников или доноров каких-либо хозяйственно ценных признаков в пределах вида. Межвидовая гибридизация в сочетании с отбором является эффективным методом создания исходного материала для селекции рапса на качество масла и семенную продуктивность. Без дополнительных усилий, в том числе без колхицинирования, можно получить большой резерв изменчивости для селекционной работы. Этот метод широко применяют за рубежом — в Швеции, Канаде, Германии. Рапс скрещивают с капустой, сурепицей, горчицей чёрной и сарептской и другими видами рода Brassica.

### Ресинтез и синтез новых форм рапса
В отдаленной гибридизации как обособленное направление выделяют ресинтез видов, то есть искусственное восстановление уже существующих видов на основе комбинации геномов при отдалённой гибридизации. Так, гибридизацией различных видов капусты с сурепицей и последующим удвоением числа хромосом были получены ценные формы и сорта рапса, превосходящие по масличности, устойчивости к болезням и зимостойкости сорта, полученные традиционным способом.
Кроме гибридизации при отдалённых скрещиваниях применяют метод слияния протопластов и дальнейшего выращивания гибридов на искусственных средах.
Ресинтез рапса произведён в Японии, Швеции и других странах.

### Гаплоидия
У рапса появление гаплоидов — довольно частое явление. Они отличаются мелкими цветками и отсутствием пыльников. Гаплоиды образуются путём апомиксиса. К методам получения гаплоидов относятся культура пыльников, пыльцы и микроспор. Так, во ВНИИМК были получены гаплоидные и гомозиготные растения озимого и ярового рапса. В культуре пыльников спонтанное увеличение числа хромосом происходит лишь в 20 % случаев. В основном этого достигают при помощи колхицина.
В настоящее время гаплоидная биотехнология используется в ИББР для получения перспективных гомозиготных линий ярового рапса.

### Мутагенез
Этот метод широко применяют в селекции рапса.
Сорт рапса ярового Луговской был создан во ВНИИ кормов методом индивидуально-семейного отбора из мутантных элитных растений. Методом химического мутагенеза (НЭМ и НММ в концентрации 0,0025 %) были получены мутанты рапса ярового с ценными признаками — устойчивостью к некоторым болезням и вредителям. Во ВНИИМК путём обработки гамма-лучами были выделены мутантные линии с жёлтой и буро-жёлтой окраской семян.

### Биотехнология
Несомненное достоинство биотехнологических методов — возможность передавать в растительный организм гены не только представителей других семейств растительного мира но и вирусов, бактерий, грибов и даже животных. Для данного метода не существует барьеров несовместимости. Так, например, французские исследователи с целью закрепления мужской стерильности у рапса перенесли хлоропласты Raphanus в рапс. Непосредственный этап получения и проверки трансгенных растений занимает около двух лет, однако этому предшествует трудоёмкий и продолжительный период поиска и клонирования целевого гена. Недостаток метода — его высокая себестоимость. Сдерживает применение новых технологий в селекции и опасение потребителей относительно безопасности генетически модифицированных продуктов.
Обнаружение в конце 60-х — начале 70-х годов прошлого века у рапса и других крестоцветных источников цитоплазматической мужской стерильности стимулировало работы по практическому применению эффекта гетерозиса — созданию гетерозисных гибридов с использованием ЦМС и комбинационной несовместимости.

### Методика и техника селекции
Её ведут по схеме, принятой для растений- перекрестноопылителей. Обычно в селекционном процессе применяют метод половинок, при котором одну часть семян высевают для испытания, а другую для размножения на изолированных площадках. Также раздельно высевают для испытаний низкоэруковые и низкогликозинолатные сорта и сорта с высоким содержанием этих веществ. В противном случае в результате переопыления растений содержание этих веществ в семенах будет различным. Так, в Швеции перспективные популяции, полученные при гибридизации о отобранные в F2 или F3, выращивают методом пересева 4…5 лет, затем отбирают индивидуально-семейным или ограниченно-массовым отбором элитные растения.
Селекция на снижение содержания эруковой кислоты и гликозинолатов невозможна без постоянного усовершенствования методов биохимической оценки селекционного материала. При этом широко используются газохроматографические и фотоколориметрические методы определения жирных кислот, применяются также методы бумажной хроматографии и ядерного магнитного резонанса.

### Техника скрещивания
Перед кастрацией у растений удаляют все почки в пазухах листьев и боковые побеги, в центральной кисти — нижние раскрывшиеся цветки и верхние недоразвитые. Бутоны осторожно раскрывают пинцетом и удаляют пыльники оставляя в цветке только один пестик. После этого на растения обязательно одевают изолятор. Через 2…3 дня проводят опыление путём нанесения пыльцы на пестик и снова помещая растение под изолятор. В дальнейшем удаляют все вновь образующиеся побеги.

## Разновидности
Существуют две разновидности рапса: яровой рапс и озимый рапс. Резких морфологических различий между обеими формами рапса нет. Озимый рапс, однако, слабозимостоек, плохо переносит засуху. Озимый рапс — прекрасное кормовое растение для всех сельскохозяйственных животных, даёт до 300 ц зелёной массы с 1 га. При осеннем посеве рапс — хороший ранневесенний медонос. Урожай семян озимого рапса 10—30 ц для сорта и более при выращивании интенсивных гибридов, ярового — 8—15 ц с 1 га.

## Необходимые условия выращивания
Лучшие почвы для выращивания рапса — глубокие структурные суглинистые и глинистые с большим запасом микроэлементов и питательных веществ, с водопроницаемой подпочвой.
При недостаточном количестве микроэлементов и питательных веществ (бедные и истощённые почвы) необходимо вносить макроудобрения (N,P,K) и микроудобрения (микроэлементы в хелатной форме). Высевается рапс с густотой 500 тыс. семян для гибрида и 0,8—1,2 миллиона для сорта. Наилучшее развитие с которым рапс входит в зиму это высота растения над землёй 15 см и толщиной корневой шейки 0,6—1 см.

## Требования к почвенно-климатическим условиям

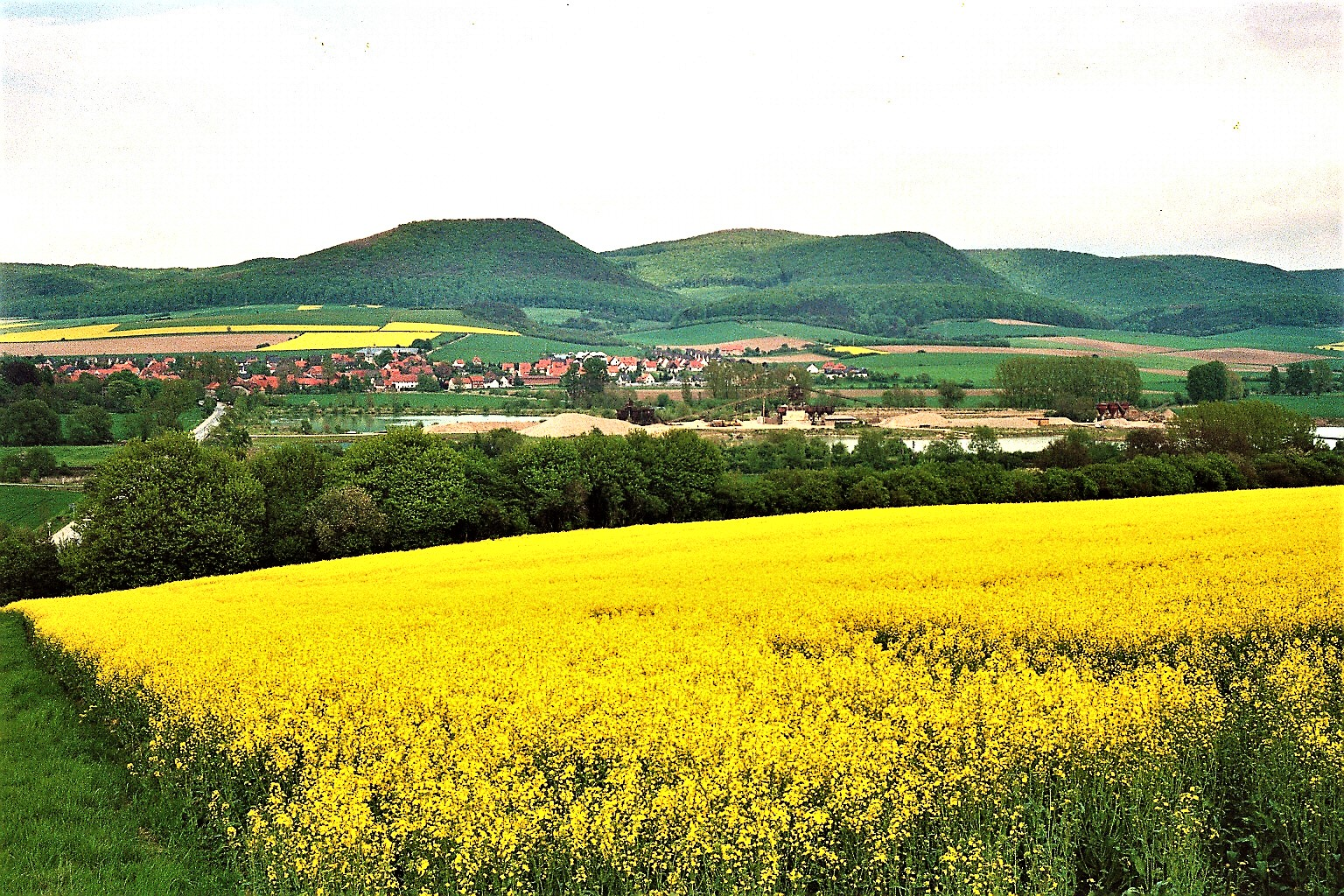
Цветущее поле рапса

Почвенно-климатические условия юга России вполне пригодны для выращивания озимых капустных культур. Риск гибели посевов рапса и сурепицы можно значительно снизить в результате строгого соблюдения основных элементов технологии возделывания.
По зимостойкости озимый рапс и сурепица близки к озимому ячменю. Решающим условием нормальной перезимовки растений является хорошо развитая розетка диаметром 20—25 см, состоящая из семи-восьми листьев, при толщине корневой шейки 8—10 мм. Такие растения выдерживают зимние температуры воздуха до −17…−19 °C без снежного покрова, а при его наличии на поверхности почвы толщиной не менее 2—4 см до −23…−25 °C. Рапс и сурепица не выносят ледяной корки и затопления.
Вероятность гибели в осенне-зимне-весенний период возрастает в результате повреждения болезнями, вредителями или внезапно наступившими холодами в момент протекания интенсивных обменных процессов в тканях растений (ранние осенние и возвратные весенние заморозки).
Длительное воздействие близких к нулю положительных температур в осенний период может вызвать энзиматическую активность клеток, стимулируя прохождение яровизационных процессов, что снижает холодостойкость растений рапса и сурепицы до −6…−8 °C. Особенно подвержены данному явлению переросшие и загущённые посевы.
Весенние заморозки вызывают появление на стеблях разрывов и трещин, что нарушает подачу питательных веществ в растения и способствует заражению грибными болезнями. В отдельных случаях могут возникать симптомы так называемых «лебединых шей». Наибольшее отрицательное влияние на урожайность оказывают весенние заморозки в период цветения растений. При пониженных температурах нарушается процесс оплодотворения и завязывания семян, бутоны и цветки увядают, стручки не образуются.
При возделывании масличных капустных культур необходимо учитывать их высокую потребность в воде на протяжении всего периода вегетации. Оптимальным показателем, обеспечивающим получение хорошего урожая семян или зелёной массы, является 600—800 мм осадков в год. Озимые рапс и сурепица редко испытывают дефицит влаги, за исключением периода появления всходов и формирования розетки листьев в осенний период. Неравномерное снабжение растений водой в период формирования стручков может привести к образованию дополнительного количества побегов, так называемому вторичному цветению, что в итоге может осложнить проведение уборочных работ.
В засушливые годы рапс и сурепица сильнее подвергаются нападению многочисленных вредителей, в годы с чрезмерным увлажнением посевы в большей степени поражаются грибными болезнями.
По сравнению с требованиями к климатическим условиям рапс и сурепица гораздо менее требовательны к почве. Благодаря глубоко проникающему стержневому корню растениям не только удается потреблять воду и питательные вещества из более глубоких слоёв почвы, но и в определённой степени компенсировать действие неблагоприятных климатических условий. Оптимальными для возделывания рапса и сурепицы являются хорошо оструктуренные почвы со средним и повышенным содержанием гумуса, имеющие близкую к нейтральной реакцию почвенного раствора (pH=6,2—7,0). Мало пригодны для возделывания озимых капустных культур почвы с повышенной кислотностью (pH<5,5), высоким уровнем залегания грунтовых вод, с застойной влагой и тяжёлым механическим составом.

## Применение
Используется для производства масла. Рапсовое масло используют для изготовления маргарина, в металлургической, мыловаренной, кожевенной и текстильной промышленности.
Жмых содержит (в %) белка около 32, жира 9, безазотистых экстрактивных веществ 30 %; это ценный концентрированный корм для скота после удаления вредных гликозидов. Рапсовый шрот используется в животноводстве как пищевая основа для различных комбикормов и премиксов.
В связи с тенденцией роста цен на ископаемое топливо производство биодизеля на основе растительного масла (в том числе рапсового) становится всё более привлекательным.
Медонос. Медопродуктивность — до 50 кг с гектара посевов. Мёд беловатый, иногда жёлтый. Рапсовый мед является одним из наименее ценных сортов меда. По этой причине, а также в связи с тем, что рапсовый мед непригоден для зимовки пчел, широкое распространение этой сельскохозяйственной культуры за последние годы приводит к массовой гибели диких и культурных пчел. Проблема не ограничивается лишь недовольством пчеловодов; в перспективе ситуация может носить угрожающий гуманитарный характер из-за снижения опыляемости множества сельскохозяйственных культур в связи с общим сокращением популяции пчел. Европейское агентство по безопасности продуктов питания в отчёте от января 2013 года указывает: «Был выявлен острый риск медоносным пчёлам от опрыскивания для обработки семян маиса, рапса и других зерновых культур. Также высокий риск был выявлен в воздействии через нектар и пыльцу.»

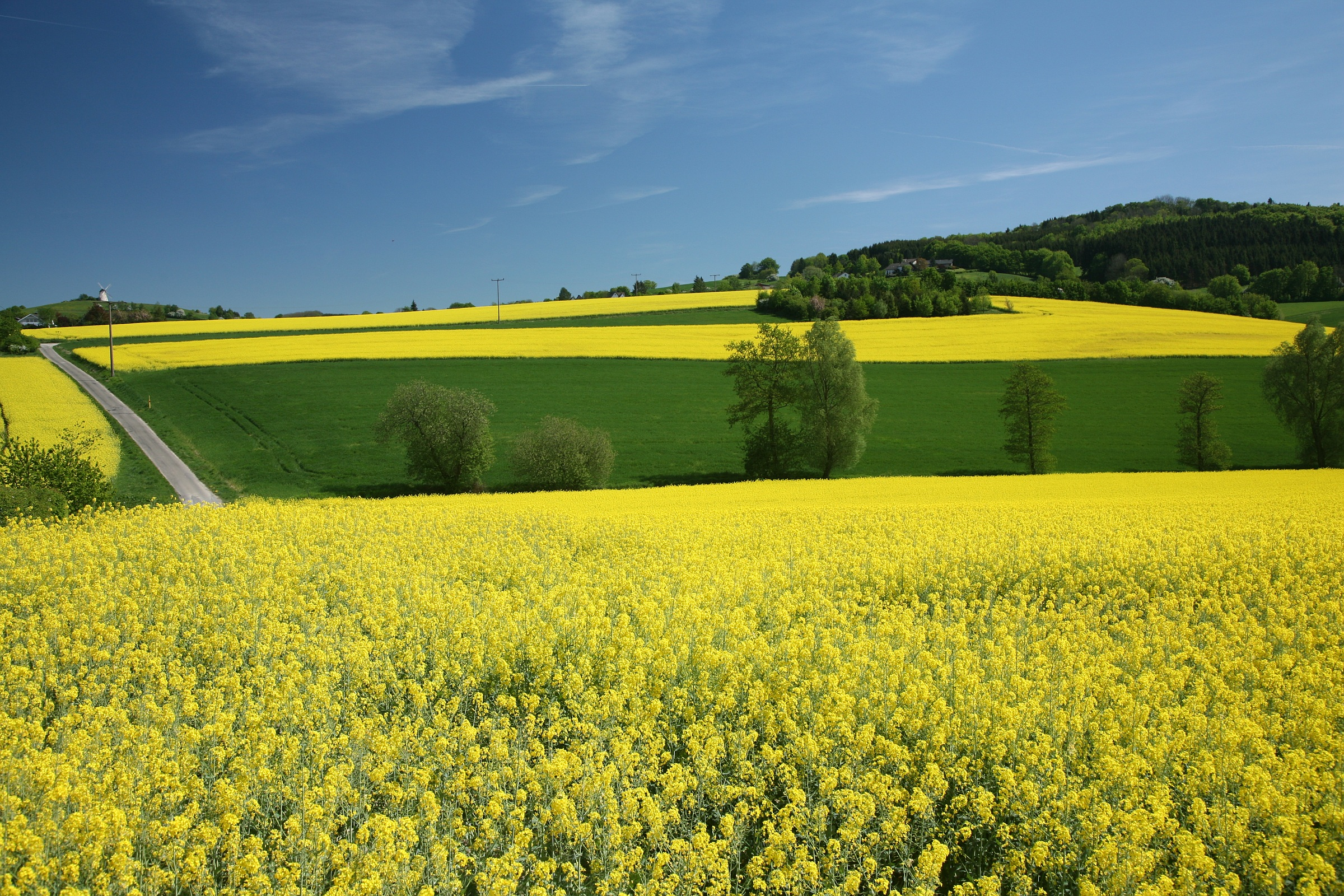
Поля рапса в Германии

## Производство
Посевная площадь рапса в мире постоянно увеличивается; его возделывают в Индии, Китае, Канаде и других странах. 
Средняя урожайность рапса в мире 15 ц/га (1,5 т/га или 150 т/км²). Максимальная урожайность достигнута белорусским предприятием ОАО "Агрокомбинат «Южный» Гомельского района и составила 64 ц/га.. 
В 2019 году при незначительных посевных площадях первые места по урожайности заняли Чили (41 ц/га), Турция (35 ц/га) и Швейцария (31 ц/га), за ними идут страны ЕС со средней урожайностью 30 ц/га.
Брянская область в 2021 году вышла на первое место в мире по урожайности рапса. Средняя урожайность рапса в Брянской области составила 40,1 центнера с гектара, что стало самым высоким показателем в России. Причем в отдельных хозяйствах она достигает 65 центнеров с гектара. В Евросоюзе, где также сеют озимый рапс, в среднем с одного гектара собирают меньше 30 центнеров. В Великобритании, где в основном и растет озимый рапс, результат немного выше, но тоже не дотягивает до брянского уровня, - 34 центнера. В Германии и Чехии урожайность составляет 33 центнера.
Суммарное производство рапса в мире в 2005 году составило 46,4 млн тонн, в 2013 году — 72,5 млн тонн, в 2016 году — 68,9 млн тонн, в 2017 году — 76,6 млн тонн. С 1965 года (5,2 млн тонн) производство выросло в 14 раз, а с 1995 года (34,2 млн тонн) более чем в два раза.

### Крупнейшие производители рапса
| Country        | 2000 | 2005  | 2007 | 2009 | 2011 | 2014 | 2015 | 2016 | 2017 | 2018 | 2019 | 2022  |
| -------------- | ---- | ----- | ---- | ---- | ---- | ---- | ---- | ---- | ---- | ---- | ---- | ----- |
| Канада         | 7.2  | 9.4   | 9.6  | 11.8 | 14.2 | 15.5 | 18.4 | 18.4 | 21.3 | 20.3 | 18.6 | 18695 |
| Китай          | 11.3 | 13.0  | 10.5 | 13.5 | 13.4 | 14.8 | 14.9 | 15.3 | 13.3 | 13.3 | 13.5 | 15531 |
| Индия          | 5.8  | 7.6   | 7.4  | 7.2  | 8.2  | 7.9  | 6.3  | 6.8  | 7.9  | 8.4  | 9.3  | 11963 |
| Австралия      | 1.8  | 1.4   | 1.1  | 1.9  | 2.4  | 3.8  | 3.5  | 2.9  | 4.3  | 3.9  | 2.4  | 6820  |
| Франция        | 3.5  | 4.5   | 4.7  | 5.6  | 5.4  | 5.5  | 5.3  | 4.7  | 5.3  | 5.0  | 3.5  | 4517  |
| Россия         | 0.1  | 0.3   | 0.6  | 0.7  | 1.1  | 1.3  | 1.0  | 1.0  | 1.5  | 2.0  | 2.1  | 4514  |
| Германия       | 3.6  | 5.0   | 5.3  | 6.3  | 3.9  | 6.2  | 5.0  | 4.6  | 4.3  | 3.7  | 2.8  | 4295  |
| Польша         | 1.0  | 1.4   | 2.1  | 2.5  | 1.9  | 3.3  | 2.7  | 2.2  | 2.7  | 2.1  | 2.3  | 3487  |
| Украина        | н/д  | н/д   | н/д  | н/д  | н/д  | 2.2  | н/д  | н/д  | н/д  | 2.75 | 3.28 | 3318  |
| США            | 0.9  | 0.7   | 0.7  | 0.7  | 0.7  | 1.1  | 1.3  | 1.4  | 1.4  | 1.6  | 1.6  | 1742  |
| Великобритания | 1.2  | 1.9   | 2.1  | 2.0  | 2.8  | 2.5  | 2.5  | 1.8  | 2.2  | 2.0  | 1.8  | 1361  |
| Румыния        | 0.1  | 0.1   | 0.4  | 0.6  | 0.7  | 1.1  | 0.9  | 1.3  | 1.7  | 1.6  | 0.8  | 1230  |
| Чехия          | 0.8  | 0.7   | 1.0  | 1.1  | 1.0  | 1.5  | 1.3  | 1.4  | 1.2  | 1.4  | 1.2  | 1166  |
| Литва          | 0.1  | 0.2   | 0.3  | 0.4  | 0.5  | 0.5  | 0.5  | 0.4  | 0.5  | 0.4  | 0.7  | 901   |
| Дания          | 0.3  | 0.3   | 0.6  | 0.6  | 0.5  | 0.7  | 0.8  | 0.5  | 0.7  | 0.5  | 0.7  | 889   |
| Беларусь       | 0.07 | 0.1   | 0.2  | 0.6  | 0.4  | 0.7  | 0.4  | 0.5  | 0.6  | 0.5  | 0.6  | 805   |
| Уругвай        | 0    | 0,003 |      |      |      |      |      | 0,04 | 0,04 | 0,05 | 0,09 | 587   |
| Венгрия        | 0.2  | 0.3   | 0.5  | 0.6  | 0.5  | 0.7  | 0.6  | 0.6  | 0.9  | 1.0  | 0.9  | 505   |
| Пакистан       | 0.1  | 0.3   | 1.0  | 1.9  | 1.4  | 2.2  | 1.7  | 1.1  | 2.2  | 2.8  | 3.3  | 482   |
| World Total    | 39.5 | 46.4  | 50.5 | 61.6 | 62.5 | 73.8 | 71.2 | 68.9 | 76.6 | 75.2 | 70.5 |       |

### Рапс в России
Урожай рапса в 2022 году составил 4514,8 тыс. т (+61,6 % к 2021) при урожайности 19,8 ц/га (+15,8 %). Из них: рапс озимый 1572,57 тыс. т (+115,5 %) при урожайности 27,7 ц/га (+3,0 %), рапс яровой 2942,2 (+42,5 %) тыс. т (+42,5 %) при урожайности 17,1 ц/га (+13,2 %). Посевная площадь рапса в 2022 году составила 2341,2 тыс. га (+39 % к 2021 году), из них рапс озимый 577,5 тыс. га (+109,6 % к 2021 г.), рапс яровой 1763,7 тыс. га (+25,2 %).
Урожай рапса в 2021 году, по данным Росстата, вырос на 8,5 % в годовом исчислении и составил почти 2,8 млн тонн. Такой объем стал рекордным для нашей страны, несмотря на то, что в ряде регионов не удалось получить по данной культуре высокой урожайности. В целом урожайность озимого рапса выросла до 26,8 ц/га с 23 ц/га годом ранее, ярового — снизилась до 15,1 ц/га с 16,3 ц/га.
В этом сезоне цены на рапс заметно выше цен на подсолнечник — в первые пять месяцев сезона-2021/22 в Центральном федеральном округе они доходили до 58 000 рублей за тонну с НДС — это на 40 % больше, чем годом ранее. При урожайности рапса 20 ц/га доход с гектара получается таким же, как если с него собрать 40-45 центнеров пшеницы. Сдерживать развитие производства рапса будет только особенности севооборота, в котором эта масличная культура может присутствовать только раз в пять лет. То есть, под него может быть отведено только 20 % площадей. Озимый рапс уже посеян на рекордных площадях — 460 тыс. га (в 2021 сезоне было 386 тыс. га). Площадь под яровым рапсом может достигнуть 1,57 млн га против 1,4 млн га в 2021 году. Урожай рапса, с учетом прогноза по площади сева, может превысить 3,1 млн тонн против 2,8 млн тонн в 2021 году. В новом сезоне площади под рапсом в мире могут увеличиться на 6 % и достигнуть 4 млн га. При отсутствии погодных аномалий этот прирост может обеспечить очень высокий урожай. А это риск для сложившихся в последние сезоны цен и, соответственно, рентабельности..
Под урожай 2021 года все хозяйства посеяли 1,68 млн га рапса против 1,49 млн га в 2020. В том числе яровой рапс занял 1,4 млн га, тогда как в 2020-м было 1,19 млн га. Урожай рапса в 2020 году около 2,6 млн т, в 2021 к 16 ноября собрано 3 млн т. В нынешнем сезоне рапс вновь одна из самых рентабельных агрокультур. В 2020 календарном году средняя рентабельность производства рапса около 24 % при цене 27,6 тыс. руб./т. В сентябре 2021-го стоимость рапса в среднем по стране 43 тыс. руб./т.
Выращивание рапса выгодно и по агрономическим причинам, так как он является хорошим предшественником для зерновых, обеспечивая гарантированную прибавку урожая на 10 ц/га, улучшает структуру почвы и обогащает ее органическими и минеральными веществами, отмечает союз. Кроме того, рапс — один из самых ранних медоносов для пчел.
Поскольку выращивать озимый рапс можно далеко не во всех регионах в силу климатических условий, аграрии обращают все большее внимание на яровой, который в России сеют едва ли не везде. Лидером по площади возделывания ярового рапса является Сибирь — почти 700 тыс. га..
В 2020 году с площади 1490,0 тыс. га собран урожай рапса 2573,1 тыс. тонн, урожайность 17,7 ц/га. ТОП-5 регионов по урожайности: Калининградская область — 34,3 ц/га, Ленинградская область — 30,9 ц/га, Брянская область, Курская область, Псковская область — 26,2 ц/га. ТОП регионов по валовому сбору: Красноярский край, Алтайский край, Тульская область, Калининградская область, Кемеровская область.